# Critérium du Dauphiné 2024
Critérium du Dauphiné 2024 – 76. edycja wyścigu kolarskiego Critérium du Dauphiné, która odbyła się w dniach od 2 do 9 czerwca 2024 na liczącej ponad 1187 kilometrów trasie składającej się z 8 etapów i biegnącej z Saint-Pourçain-sur-Sioule do Glières Plateau. Impreza kategorii 2.UWT była częścią UCI World Tour 2024.

## Etapy
| Etap | Data  | Start – Meta                                          | type                       | Dystans (km) | Suma wzniesień (m) | Zwycięzca etapu      | Lider               |
| ---- | ----- | ----------------------------------------------------- | -------------------------- | ------------ | ------------------ | -------------------- | ------------------- |
| 1    | 2 cze | Saint-Pourçain-sur-Sioule – Saint-Pourçain-sur-Sioule | pagórkowaty                | 172,5        | 1891 m             | Mads Pedersen        | Mads Pedersen       |
| 2    | 3 cze | Gannat – Col de la Loge                               | górski                     | 142          | 2499 m             | Magnus Cort Nielsen  | Magnus Cort Nielsen |
| 3    | 4 cze | Celles-sur-Durolle – Les Estables                     | górzysty                   | 181,7        | 2831 m             | Derek Gee            | Derek Gee           |
| 4    | 5 cze | Saint-Germain-Laval – Neulise                         | jazda indywidualna na czas | 34,4         | 427 m              | Remco Evenepoel      | Remco Evenepoel     |
| 5    | 6 cze | Amplepuis – Saint-Priest                              | pagórkowaty                | 167          | 2306 m             | etap zneutralizowany | Remco Evenepoel     |
| 6    | 7 cze | Hauterives – Le Collet d'Allevard                     | górski                     | 174,1        | 3439 m             | Primož Roglič        | Primož Roglič       |
| 7    | 8 cze | Albertville – Samoëns 1600                            | górski                     | 155,3        | 4316 m             | Primož Roglič        | Primož Roglič       |
| 8    | 9 cze | Thônes – Glières Plateau                              | górski                     | 160,6        | 3751 m             | Carlos Rodríguez     | Primož Roglič       |

## Uczestnicy

### Drużyny
| WorldTeams (18)- Decathlon-AG2R La Mondiale - Alpecin-Deceuninck - Arkéa-B&B Hotels - Astana Qazaqstan Team - Bahrain Victorious - Bora-Hansgrohe - Cofidis - EF Education-EasyPost - Groupama-FDJ - Ineos Grenadiers - Intermarché-Wanty - Team Visma \| Lease a Bike - Lidl-Trek - Movistar Team - Soudal Quick-Step - Team dsm-firmenich PostNL - Team Jayco AlUla - UAE Team Emirates ProTeams (4)- Lotto Dstny - Israel-Premier Tech - Q36.5 Pro Cycling Team - Uno-X Mobility |
| |

### Lista startowa
| Team Visma \| Lease a Bike TVL | Team Visma \| Lease a Bike TVL | Team Visma \| Lease a Bike TVL |
| ------------------------------ | ------------------------------ | ------------------------------ |
| Nr                             | Kolarz                         | Miejsce                        |
| 1                              | Sepp Kuss (USA)                | DNS-8                          |
| 2                              | Tiesj Benoot (BEL)             | 33.                            |
| 3                              | Koen Bouwman (NED)             | 34.                            |
| 4                              | Matteo Jorgenson (USA)         | 2.                             |
| 5                              | Steven Kruijswijk (NED)        | DNF-5                          |
| 6                              | Bart Lemmen (NED)              | 30.                            |
| 7                              | Dylan van Baarle (NED) (ITT)   | DNF-5                          |

| UAE Team Emirates UAD | UAE Team Emirates UAD   | UAE Team Emirates UAD |
| --------------------- | ----------------------- | --------------------- |
| Nr                    | Kolarz                  | Miejsce               |
| 11                    | Juan Ayuso (ESP)        | DNS-6                 |
| 12                    | Igor Arrieta (ESP)      | 37.                   |
| 13                    | Nils Politt (GER) (ITT) | 49.                   |
| 14                    | Pawieł Siwakow (FRA)    | DNF-8                 |
| 15                    | Marc Soler (ESP)        | 17.                   |
| 16                    | Michael Vink (NZL)      | 74.                   |
| 17                    | Tim Wellens (BEL)       | 45.                   |

| Decathlon-AG2R La Mondiale DAT | Decathlon-AG2R La Mondiale DAT | Decathlon-AG2R La Mondiale DAT |
| ------------------------------ | ------------------------------ | ------------------------------ |
| Nr                             | Kolarz                         | Miejsce                        |
| 21                             | Bruno Armirail (FRA)           | 28.                            |
| 22                             | Sam Bennett (IRL)              | 92.                            |
| 23                             | Clément Berthet (FRA)          | DNF-7                          |
| 24                             | Edvald Boasson Hagen (NOR)     | 85.                            |
| 25                             | Dorian Godon (FRA)             | 55.                            |
| 26                             | Oliver Naesen (BEL)            | 80.                            |
| 27                             | Nicolas Prodhomme (FRA)        | 27.                            |

| Bora-Hansgrohe BOH | Bora-Hansgrohe BOH   | Bora-Hansgrohe BOH |
| ------------------ | -------------------- | ------------------ |
| Nr                 | Kolarz               | Miejsce            |
| 31                 | Primož Roglič (SLO)  | 1.                 |
| 32                 | Nico Denz (GER)      | 91.                |
| 33                 | Marco Haller (AUT)   | 94.                |
| 34                 | Jai Hindley (AUS)    | 20.                |
| 35                 | Bob Jungels (LUX)    | 40.                |
| 36                 | Matteo Sobrero (ITA) | 38.                |
| 37                 | Aleksandr Własow     | 6.                 |

| Soudal Quick-Step SOQ | Soudal Quick-Step SOQ               | Soudal Quick-Step SOQ |
| --------------------- | ----------------------------------- | --------------------- |
| Nr                    | Kolarz                              | Miejsce               |
| 41                    | Remco Evenepoel (BEL) (szosa i ITT) | 7.                    |
| 42                    | Antoine Huby (FRA)                  | DNF-7                 |
| 43                    | James Knox (GBR)                    | 77.                   |
| 44                    | Mikel Landa (ESP)                   | 10.                   |
| 45                    | Gianni Moscon (ITA)                 | 88.                   |
| 46                    | Casper Pedersen (DEN)               | 87.                   |
| 47                    | Ilan Van Wilder (BEL)               | DNF-7                 |

| Lidl-Trek LTK | Lidl-Trek LTK                   | Lidl-Trek LTK |
| ------------- | ------------------------------- | ------------- |
| Nr            | Kolarz                          | Miejsce       |
| 51            | Giulio Ciccone (ITA)            | 8.            |
| 52            | Tao Geoghegan Hart (GBR)        | DNS-7         |
| 53            | Ryan Gibbons (RSA)              | DNS-8         |
| 54            | Alex Kirsch (LUX) (szosa i ITT) | DNF-6         |
| 55            | Mads Pedersen (DEN)             | 61.           |
| 56            | Toms Skujiņš (LAT)              | DNF-8         |
| 57            | Carlos Verona (ESP)             | 41.           |

| Uno-X Mobility UXM | Uno-X Mobility UXM         | Uno-X Mobility UXM |
| ------------------ | -------------------------- | ------------------ |
| Nr                 | Kolarz                     | Miejsce            |
| 61                 | Odd Christian Eiking (NOR) | DNS-6              |
| 62                 | Idar Andersen (NOR)        | DNF-8              |
| 63                 | Markus Hoelgaard (NOR)     | 51.                |
| 64                 | Ådne Holter (NOR)          | DNF-5              |
| 65                 | Andreas Leknessund (NOR)   | 54.                |
| 66                 | Magnus Cort Nielsen (DEN)  | 53.                |
| 67                 | Anders Skaarseth (NOR)     | DNS-7              |

| Bahrain Victorious TBV | Bahrain Victorious TBV    | Bahrain Victorious TBV |
| ---------------------- | ------------------------- | ---------------------- |
| Nr                     | Kolarz                    | Miejsce                |
| 71                     | Santiago Buitrago (COL)   | 11.                    |
| 72                     | Kamil Gradek (POL)        | DNS-6                  |
| 73                     | Jack Haig (AUS)           | 16.                    |
| 74                     | Rainer Kepplinger (AUT)   | DNS-6                  |
| 75                     | Jasha Sütterlin (GER)     | DNS-6                  |
| 76                     | Antonio Tiberi (ITA)      | DNS-3                  |
| 77                     | Fred Wright (GBR) (szosa) | 66.                    |

| Groupama-FDJ GFC | Groupama-FDJ GFC               | Groupama-FDJ GFC |
| ---------------- | ------------------------------ | ---------------- |
| Nr               | Kolarz                         | Miejsce          |
| 81               | David Gaudu (FRA)              | 15.              |
| 82               | Kevin Geniets (LUX)            | 44.              |
| 83               | Romain Grégoire (FRA)          | 26.              |
| 84               | Valentin Madouas (FRA) (szosa) | 42.              |
| 85               | Quentin Pacher (FRA)           | 52.              |
| 86               | Rémy Rochas (FRA)              | DNF-5            |
| 87               | Clément Russo (FRA)            | DNS-7            |

| Ineos Grenadiers IGD | Ineos Grenadiers IGD             | Ineos Grenadiers IGD |
| -------------------- | -------------------------------- | -------------------- |
| Nr                   | Kolarz                           | Miejsce              |
| 91                   | Carlos Rodríguez (ESP)           | 4.                   |
| 92                   | Jonathan Castroviejo (ESP) (ITT) | 56.                  |
| 93                   | Laurens De Plus (BEL)            | 5.                   |
| 94                   | Omar Fraile (ESP)                | 43.                  |
| 95                   | Michał Kwiatkowski (POL)         | 32.                  |
| 96                   | Joshua Tarling (GBR) (ITT)       | 46.                  |
| 97                   | Ben Turner (GBR)                 | 76.                  |

| Cofidis COF | Cofidis COF            | Cofidis COF |
| ----------- | ---------------------- | ----------- |
| Nr          | Kolarz                 | Miejsce     |
| 101         | Guillaume Martin (FRA) | 19.         |
| 102         | Kenny Elissonde (FRA)  | DNF-7       |
| 103         | Gorka Izagirre (ESP)   | 84.         |
| 104         | Jonathan Lastra (ESP)  | 58.         |
| 105         | Axel Mariault (FRA)    | DNF-5       |
| 106         | Hugo Toumire (FRA)     | DNS-7       |
| 107         | Oliver Knight (GBR)    | DNF-7       |

| Movistar Team MOV | Movistar Team MOV               | Movistar Team MOV |
| ----------------- | ------------------------------- | ----------------- |
| Nr                | Kolarz                          | Miejsce           |
| 111               | Davide Formolo (ITA)            | 36.               |
| 112               | Iván García Cortina (ESP)       | DNF-7             |
| 113               | Oier Lazkano (ESP) (szosa)      | 9.                |
| 114               | Gregor Mühlberger (AUT) (szosa) | 48.               |
| 115               | Antonio Pedrero (ESP)           | DNF-8             |
| 116               | Javier Romo (ESP)               | 12.               |
| 117               | Iván Sosa (COL)                 | DNF-7             |

| Team dsm-firmenich PostNL DFP | Team dsm-firmenich PostNL DFP | Team dsm-firmenich PostNL DFP |
| ----------------------------- | ----------------------------- | ----------------------------- |
| Nr                            | Kolarz                        | Miejsce                       |
| 121                           | Warren Barguil (FRA)          | 22.                           |
| 122                           | Romain Combaud (FRA)          | 89.                           |
| 123                           | Alexander Edmondson (AUS)     | DNF-1                         |
| 124                           | Enzo Leijnse (NED)            | 86.                           |
| 125                           | Emīls Liepiņš (LAT) (szosa)   | DNF-7                         |
| 126                           | Niklas Märkl (GER)            | 82.                           |
| 127                           | Martijn Tusveld (NED)         | 57.                           |

| Arkéa-B&B Hotels ARK | Arkéa-B&B Hotels ARK      | Arkéa-B&B Hotels ARK |
| -------------------- | ------------------------- | -------------------- |
| Nr                   | Kolarz                    | Miejsce              |
| 131                  | Cristián Rodríguez (ESP)  | DNF-7                |
| 132                  | Clément Champoussin (FRA) | DNS-8                |
| 133                  | Thibault Guernalec (FRA)  | 70.                  |
| 134                  | Laurens Huys (BEL)        | DNF-5                |
| 135                  | Mathis Le Berre (FRA)     | 78.                  |
| 136                  | Florian Sénéchal (FRA)    | DNF-8                |
| 137                  | Clément Venturini (FRA)   | 71.                  |

| Lotto Dstny LTD | Lotto Dstny LTD          | Lotto Dstny LTD |
| --------------- | ------------------------ | --------------- |
| Nr              | Kolarz                   | Miejsce         |
| 141             | Andreas Kron (DEN)       | DNF-6           |
| 142             | Logan Currie (NZL)       | DNS-7           |
| 143             | Arjen Livyns (BEL)       | 73.             |
| 144             | Milan Menten (BEL)       | DNF-5           |
| 145             | Mathijs Paasschens (NED) | 75.             |
| 146             | Eduardo Sepúlveda (ARG)  | 18.             |
| 147             | Jonas Gregaard (DEN)     | 62.             |

| EF Education-EasyPost EFE | EF Education-EasyPost EFE   | EF Education-EasyPost EFE |
| ------------------------- | --------------------------- | ------------------------- |
| Nr                        | Kolarz                      | Miejsce                   |
| 151                       | Neilson Powless (USA)       | DNF-7                     |
| 152                       | Owain Doull (GBR)           | 59.                       |
| 153                       | Lukas Nerurkar (GBR)        | DNS-6                     |
| 154                       | Sean Quinn (USA) (szosa)    | 39.                       |
| 155                       | Darren Rafferty (IRL) (ITT) | 29.                       |
| 156                       | Jonas Rutsch (GER)          | 60.                       |
| 157                       | Harry Sweeny (AUS)          | DNS-6                     |

| Intermarché-Wanty IWA | Intermarché-Wanty IWA  | Intermarché-Wanty IWA |
| --------------------- | ---------------------- | --------------------- |
| Nr                    | Kolarz                 | Miejsce               |
| 161                   | Louis Meintjes (RSA)   | 14.                   |
| 162                   | Vito Braet (BEL)       | DNF-8                 |
| 163                   | Kobe Goossens (BEL)    | DNS-6                 |
| 164                   | Hugo Page (FRA)        | 93.                   |
| 165                   | Tom Paquot (BEL)       | DNS-8                 |
| 166                   | Adrien Petit (FRA)     | DNF-3                 |
| 167                   | Georg Zimmermann (GER) | 50.                   |

| Team Jayco AlUla JAY | Team Jayco AlUla JAY          | Team Jayco AlUla JAY |
| -------------------- | ----------------------------- | -------------------- |
| Nr                   | Kolarz                        | Miejsce              |
| 171                  | Chris Harper (AUS)            | DNS-4                |
| 172                  | Davide De Pretto (ITA)        | 72.                  |
| 173                  | Luke Durbridge (AUS)          | DNS-5                |
| 174                  | Christopher Juul-Jensen (DEN) | DNS-7                |
| 175                  | Jan Maas (NED)                | 68.                  |
| 176                  | Blake Quick (AUS)             | DNS-7                |
| 177                  | Callum Scotson (AUS)          | 13.                  |

| Alpecin-Deceuninck ADC | Alpecin-Deceuninck ADC | Alpecin-Deceuninck ADC |
| ---------------------- | ---------------------- | ---------------------- |
| Nr                     | Kolarz                 | Miejsce                |
| 181                    | Lars Boven (NED)       | DNF-3                  |
| 182                    | Tobias Bayer (AUT)     | 79.                    |
| 183                    | Juri Hollmann (GER)    | 65.                    |
| 184                    | Xandro Meurisse (BEL)  | 47.                    |
| 185                    | Jason Osborne (GER)    | 63.                    |
| 186                    | Jensen Plowright (AUS) | DNF-8                  |
| 187                    | Luca Vergallito (ITA)  | 67.                    |

| Astana Qazaqstan Team AST | Astana Qazaqstan Team AST | Astana Qazaqstan Team AST |
| ------------------------- | ------------------------- | ------------------------- |
| Nr                        | Kolarz                    | Miejsce                   |
| 191                       | Lorenzo Fortunato (ITA)   | 31.                       |
| 192                       | Anthon Charmig (DEN)      | DNF-7                     |
| 193                       | Michele Gazzoli (ITA)     | 90.                       |
| 194                       | Anton Kuzmin (KAZ)        | 69.                       |
| 195                       | Ide Schelling (NED)       | DNF-8                     |
| 196                       | Harold Tejada (COL)       | DNS-8                     |
| 197                       | Santiago Umba (COL)       | DNS-7                     |

| Israel-Premier Tech IPT | Israel-Premier Tech IPT | Israel-Premier Tech IPT |
| ----------------------- | ----------------------- | ----------------------- |
| Nr                      | Kolarz                  | Miejsce                 |
| 201                     | Chris Froome (GBR)      | 81.                     |
| 202                     | Jakob Fuglsang (DEN)    | 24.                     |
| 203                     | Derek Gee (CAN) (ITT)   | 3.                      |
| 204                     | Mason Hollyman (GBR)    | DNF-7                   |
| 205                     | Hugo Houle (CAN)        | 64.                     |
| 206                     | Krists Neilands (LAT)   | 25.                     |
| 207                     | Dylan Teuns (BEL)       | 21.                     |

| Q36.5 Pro Cycling Team Q36 | Q36.5 Pro Cycling Team Q36 | Q36.5 Pro Cycling Team Q36 |
| -------------------------- | -------------------------- | -------------------------- |
| Nr                         | Kolarz                     | Miejsce                    |
| 211                        | Mark Donovan (GBR)         | DNF-8                      |
| 212                        | Filippo Conca (ITA)        | DNF-7                      |
| 213                        | Alessandro Fancellu (ITA)  | 35.                        |
| 214                        | Carl Fredrik Hagen (NOR)   | 23.                        |
| 215                        | Tobias Ludvigsson (SWE)    | DNF-8                      |
| 216                        | Nicolò Parisini (ITA)      | 83.                        |
| 217                        | James Whelan (AUS)         | DNF-1                      |

| Team Visma \| Lease a Bike TVL | Team Visma \| Lease a Bike TVL | Team Visma \| Lease a Bike TVL |
| ------------------------------ | ------------------------------ | ------------------------------ |
| Nr                             | Kolarz                         | Miejsce                        |
| 1                              | Sepp Kuss (USA)                | DNS-8                          |
| 2                              | Tiesj Benoot (BEL)             | 33.                            |
| 3                              | Koen Bouwman (NED)             | 34.                            |
| 4                              | Matteo Jorgenson (USA)         | 2.                             |
| 5                              | Steven Kruijswijk (NED)        | DNF-5                          |
| 6                              | Bart Lemmen (NED)              | 30.                            |
| 7                              | Dylan van Baarle (NED) (ITT)   | DNF-5                          |

| UAE Team Emirates UAD | UAE Team Emirates UAD   | UAE Team Emirates UAD |
| --------------------- | ----------------------- | --------------------- |
| Nr                    | Kolarz                  | Miejsce               |
| 11                    | Juan Ayuso (ESP)        | DNS-6                 |
| 12                    | Igor Arrieta (ESP)      | 37.                   |
| 13                    | Nils Politt (GER) (ITT) | 49.                   |
| 14                    | Pawieł Siwakow (FRA)    | DNF-8                 |
| 15                    | Marc Soler (ESP)        | 17.                   |
| 16                    | Michael Vink (NZL)      | 74.                   |
| 17                    | Tim Wellens (BEL)       | 45.                   |

| Decathlon-AG2R La Mondiale DAT | Decathlon-AG2R La Mondiale DAT | Decathlon-AG2R La Mondiale DAT |
| ------------------------------ | ------------------------------ | ------------------------------ |
| Nr                             | Kolarz                         | Miejsce                        |
| 21                             | Bruno Armirail (FRA)           | 28.                            |
| 22                             | Sam Bennett (IRL)              | 92.                            |
| 23                             | Clément Berthet (FRA)          | DNF-7                          |
| 24                             | Edvald Boasson Hagen (NOR)     | 85.                            |
| 25                             | Dorian Godon (FRA)             | 55.                            |
| 26                             | Oliver Naesen (BEL)            | 80.                            |
| 27                             | Nicolas Prodhomme (FRA)        | 27.                            |

| Bora-Hansgrohe BOH | Bora-Hansgrohe BOH   | Bora-Hansgrohe BOH |
| ------------------ | -------------------- | ------------------ |
| Nr                 | Kolarz               | Miejsce            |
| 31                 | Primož Roglič (SLO)  | 1.                 |
| 32                 | Nico Denz (GER)      | 91.                |
| 33                 | Marco Haller (AUT)   | 94.                |
| 34                 | Jai Hindley (AUS)    | 20.                |
| 35                 | Bob Jungels (LUX)    | 40.                |
| 36                 | Matteo Sobrero (ITA) | 38.                |
| 37                 | Aleksandr Własow     | 6.                 |

| Soudal Quick-Step SOQ | Soudal Quick-Step SOQ               | Soudal Quick-Step SOQ |
| --------------------- | ----------------------------------- | --------------------- |
| Nr                    | Kolarz                              | Miejsce               |
| 41                    | Remco Evenepoel (BEL) (szosa i ITT) | 7.                    |
| 42                    | Antoine Huby (FRA)                  | DNF-7                 |
| 43                    | James Knox (GBR)                    | 77.                   |
| 44                    | Mikel Landa (ESP)                   | 10.                   |
| 45                    | Gianni Moscon (ITA)                 | 88.                   |
| 46                    | Casper Pedersen (DEN)               | 87.                   |
| 47                    | Ilan Van Wilder (BEL)               | DNF-7                 |

| Lidl-Trek LTK | Lidl-Trek LTK                   | Lidl-Trek LTK |
| ------------- | ------------------------------- | ------------- |
| Nr            | Kolarz                          | Miejsce       |
| 51            | Giulio Ciccone (ITA)            | 8.            |
| 52            | Tao Geoghegan Hart (GBR)        | DNS-7         |
| 53            | Ryan Gibbons (RSA)              | DNS-8         |
| 54            | Alex Kirsch (LUX) (szosa i ITT) | DNF-6         |
| 55            | Mads Pedersen (DEN)             | 61.           |
| 56            | Toms Skujiņš (LAT)              | DNF-8         |
| 57            | Carlos Verona (ESP)             | 41.           |

| Uno-X Mobility UXM | Uno-X Mobility UXM         | Uno-X Mobility UXM |
| ------------------ | -------------------------- | ------------------ |
| Nr                 | Kolarz                     | Miejsce            |
| 61                 | Odd Christian Eiking (NOR) | DNS-6              |
| 62                 | Idar Andersen (NOR)        | DNF-8              |
| 63                 | Markus Hoelgaard (NOR)     | 51.                |
| 64                 | Ådne Holter (NOR)          | DNF-5              |
| 65                 | Andreas Leknessund (NOR)   | 54.                |
| 66                 | Magnus Cort Nielsen (DEN)  | 53.                |
| 67                 | Anders Skaarseth (NOR)     | DNS-7              |

| Bahrain Victorious TBV | Bahrain Victorious TBV    | Bahrain Victorious TBV |
| ---------------------- | ------------------------- | ---------------------- |
| Nr                     | Kolarz                    | Miejsce                |
| 71                     | Santiago Buitrago (COL)   | 11.                    |
| 72                     | Kamil Gradek (POL)        | DNS-6                  |
| 73                     | Jack Haig (AUS)           | 16.                    |
| 74                     | Rainer Kepplinger (AUT)   | DNS-6                  |
| 75                     | Jasha Sütterlin (GER)     | DNS-6                  |
| 76                     | Antonio Tiberi (ITA)      | DNS-3                  |
| 77                     | Fred Wright (GBR) (szosa) | 66.                    |

| Groupama-FDJ GFC | Groupama-FDJ GFC               | Groupama-FDJ GFC |
| ---------------- | ------------------------------ | ---------------- |
| Nr               | Kolarz                         | Miejsce          |
| 81               | David Gaudu (FRA)              | 15.              |
| 82               | Kevin Geniets (LUX)            | 44.              |
| 83               | Romain Grégoire (FRA)          | 26.              |
| 84               | Valentin Madouas (FRA) (szosa) | 42.              |
| 85               | Quentin Pacher (FRA)           | 52.              |
| 86               | Rémy Rochas (FRA)              | DNF-5            |
| 87               | Clément Russo (FRA)            | DNS-7            |

| Ineos Grenadiers IGD | Ineos Grenadiers IGD             | Ineos Grenadiers IGD |
| -------------------- | -------------------------------- | -------------------- |
| Nr                   | Kolarz                           | Miejsce              |
| 91                   | Carlos Rodríguez (ESP)           | 4.                   |
| 92                   | Jonathan Castroviejo (ESP) (ITT) | 56.                  |
| 93                   | Laurens De Plus (BEL)            | 5.                   |
| 94                   | Omar Fraile (ESP)                | 43.                  |
| 95                   | Michał Kwiatkowski (POL)         | 32.                  |
| 96                   | Joshua Tarling (GBR) (ITT)       | 46.                  |
| 97                   | Ben Turner (GBR)                 | 76.                  |

| Cofidis COF | Cofidis COF            | Cofidis COF |
| ----------- | ---------------------- | ----------- |
| Nr          | Kolarz                 | Miejsce     |
| 101         | Guillaume Martin (FRA) | 19.         |
| 102         | Kenny Elissonde (FRA)  | DNF-7       |
| 103         | Gorka Izagirre (ESP)   | 84.         |
| 104         | Jonathan Lastra (ESP)  | 58.         |
| 105         | Axel Mariault (FRA)    | DNF-5       |
| 106         | Hugo Toumire (FRA)     | DNS-7       |
| 107         | Oliver Knight (GBR)    | DNF-7       |

| Movistar Team MOV | Movistar Team MOV               | Movistar Team MOV |
| ----------------- | ------------------------------- | ----------------- |
| Nr                | Kolarz                          | Miejsce           |
| 111               | Davide Formolo (ITA)            | 36.               |
| 112               | Iván García Cortina (ESP)       | DNF-7             |
| 113               | Oier Lazkano (ESP) (szosa)      | 9.                |
| 114               | Gregor Mühlberger (AUT) (szosa) | 48.               |
| 115               | Antonio Pedrero (ESP)           | DNF-8             |
| 116               | Javier Romo (ESP)               | 12.               |
| 117               | Iván Sosa (COL)                 | DNF-7             |

| Team dsm-firmenich PostNL DFP | Team dsm-firmenich PostNL DFP | Team dsm-firmenich PostNL DFP |
| ----------------------------- | ----------------------------- | ----------------------------- |
| Nr                            | Kolarz                        | Miejsce                       |
| 121                           | Warren Barguil (FRA)          | 22.                           |
| 122                           | Romain Combaud (FRA)          | 89.                           |
| 123                           | Alexander Edmondson (AUS)     | DNF-1                         |
| 124                           | Enzo Leijnse (NED)            | 86.                           |
| 125                           | Emīls Liepiņš (LAT) (szosa)   | DNF-7                         |
| 126                           | Niklas Märkl (GER)            | 82.                           |
| 127                           | Martijn Tusveld (NED)         | 57.                           |

| Arkéa-B&B Hotels ARK | Arkéa-B&B Hotels ARK      | Arkéa-B&B Hotels ARK |
| -------------------- | ------------------------- | -------------------- |
| Nr                   | Kolarz                    | Miejsce              |
| 131                  | Cristián Rodríguez (ESP)  | DNF-7                |
| 132                  | Clément Champoussin (FRA) | DNS-8                |
| 133                  | Thibault Guernalec (FRA)  | 70.                  |
| 134                  | Laurens Huys (BEL)        | DNF-5                |
| 135                  | Mathis Le Berre (FRA)     | 78.                  |
| 136                  | Florian Sénéchal (FRA)    | DNF-8                |
| 137                  | Clément Venturini (FRA)   | 71.                  |

| Lotto Dstny LTD | Lotto Dstny LTD          | Lotto Dstny LTD |
| --------------- | ------------------------ | --------------- |
| Nr              | Kolarz                   | Miejsce         |
| 141             | Andreas Kron (DEN)       | DNF-6           |
| 142             | Logan Currie (NZL)       | DNS-7           |
| 143             | Arjen Livyns (BEL)       | 73.             |
| 144             | Milan Menten (BEL)       | DNF-5           |
| 145             | Mathijs Paasschens (NED) | 75.             |
| 146             | Eduardo Sepúlveda (ARG)  | 18.             |
| 147             | Jonas Gregaard (DEN)     | 62.             |

| EF Education-EasyPost EFE | EF Education-EasyPost EFE   | EF Education-EasyPost EFE |
| ------------------------- | --------------------------- | ------------------------- |
| Nr                        | Kolarz                      | Miejsce                   |
| 151                       | Neilson Powless (USA)       | DNF-7                     |
| 152                       | Owain Doull (GBR)           | 59.                       |
| 153                       | Lukas Nerurkar (GBR)        | DNS-6                     |
| 154                       | Sean Quinn (USA) (szosa)    | 39.                       |
| 155                       | Darren Rafferty (IRL) (ITT) | 29.                       |
| 156                       | Jonas Rutsch (GER)          | 60.                       |
| 157                       | Harry Sweeny (AUS)          | DNS-6                     |

| Intermarché-Wanty IWA | Intermarché-Wanty IWA  | Intermarché-Wanty IWA |
| --------------------- | ---------------------- | --------------------- |
| Nr                    | Kolarz                 | Miejsce               |
| 161                   | Louis Meintjes (RSA)   | 14.                   |
| 162                   | Vito Braet (BEL)       | DNF-8                 |
| 163                   | Kobe Goossens (BEL)    | DNS-6                 |
| 164                   | Hugo Page (FRA)        | 93.                   |
| 165                   | Tom Paquot (BEL)       | DNS-8                 |
| 166                   | Adrien Petit (FRA)     | DNF-3                 |
| 167                   | Georg Zimmermann (GER) | 50.                   |

| Team Jayco AlUla JAY | Team Jayco AlUla JAY          | Team Jayco AlUla JAY |
| -------------------- | ----------------------------- | -------------------- |
| Nr                   | Kolarz                        | Miejsce              |
| 171                  | Chris Harper (AUS)            | DNS-4                |
| 172                  | Davide De Pretto (ITA)        | 72.                  |
| 173                  | Luke Durbridge (AUS)          | DNS-5                |
| 174                  | Christopher Juul-Jensen (DEN) | DNS-7                |
| 175                  | Jan Maas (NED)                | 68.                  |
| 176                  | Blake Quick (AUS)             | DNS-7                |
| 177                  | Callum Scotson (AUS)          | 13.                  |

| Alpecin-Deceuninck ADC | Alpecin-Deceuninck ADC | Alpecin-Deceuninck ADC |
| ---------------------- | ---------------------- | ---------------------- |
| Nr                     | Kolarz                 | Miejsce                |
| 181                    | Lars Boven (NED)       | DNF-3                  |
| 182                    | Tobias Bayer (AUT)     | 79.                    |
| 183                    | Juri Hollmann (GER)    | 65.                    |
| 184                    | Xandro Meurisse (BEL)  | 47.                    |
| 185                    | Jason Osborne (GER)    | 63.                    |
| 186                    | Jensen Plowright (AUS) | DNF-8                  |
| 187                    | Luca Vergallito (ITA)  | 67.                    |

| Astana Qazaqstan Team AST | Astana Qazaqstan Team AST | Astana Qazaqstan Team AST |
| ------------------------- | ------------------------- | ------------------------- |
| Nr                        | Kolarz                    | Miejsce                   |
| 191                       | Lorenzo Fortunato (ITA)   | 31.                       |
| 192                       | Anthon Charmig (DEN)      | DNF-7                     |
| 193                       | Michele Gazzoli (ITA)     | 90.                       |
| 194                       | Anton Kuzmin (KAZ)        | 69.                       |
| 195                       | Ide Schelling (NED)       | DNF-8                     |
| 196                       | Harold Tejada (COL)       | DNS-8                     |
| 197                       | Santiago Umba (COL)       | DNS-7                     |

| Israel-Premier Tech IPT | Israel-Premier Tech IPT | Israel-Premier Tech IPT |
| ----------------------- | ----------------------- | ----------------------- |
| Nr                      | Kolarz                  | Miejsce                 |
| 201                     | Chris Froome (GBR)      | 81.                     |
| 202                     | Jakob Fuglsang (DEN)    | 24.                     |
| 203                     | Derek Gee (CAN) (ITT)   | 3.                      |
| 204                     | Mason Hollyman (GBR)    | DNF-7                   |
| 205                     | Hugo Houle (CAN)        | 64.                     |
| 206                     | Krists Neilands (LAT)   | 25.                     |
| 207                     | Dylan Teuns (BEL)       | 21.                     |

| Q36.5 Pro Cycling Team Q36 | Q36.5 Pro Cycling Team Q36 | Q36.5 Pro Cycling Team Q36 |
| -------------------------- | -------------------------- | -------------------------- |
| Nr                         | Kolarz                     | Miejsce                    |
| 211                        | Mark Donovan (GBR)         | DNF-8                      |
| 212                        | Filippo Conca (ITA)        | DNF-7                      |
| 213                        | Alessandro Fancellu (ITA)  | 35.                        |
| 214                        | Carl Fredrik Hagen (NOR)   | 23.                        |
| 215                        | Tobias Ludvigsson (SWE)    | DNF-8                      |
| 216                        | Nicolò Parisini (ITA)      | 83.                        |
| 217                        | James Whelan (AUS)         | DNF-1                      |

Legenda: DNF – nie ukończył etapu, OTL – przekroczył limit czasu, DNS – nie wystartował do etapu, DSQ – zdyskwalifikowany. Numer przy skrócie oznacza etap, na którym kolarz opuścił wyścig.

## Wyniki etapów

### Etap 1
| Saint-Pourçain-sur-Sioule - Saint-Pourçain-sur-Sioule | pagórkowaty | (172,5 km) |

| \| Klasyfikacja etapu \| Klasyfikacja etapu \| Klasyfikacja etapu \| Klasyfikacja etapu \| Klasyfikacja etapu \| \| Kolarz \| Kolarz \| Państwo \| Drużyna \| Czas \| \| ------------------ \| ------------------- \| ------------------ \| -------------------------- \| ------------------ \| \| 1. \| Mads Pedersen \| Dania \| Lidl-Trek \| 4h 01' 30" \| \| 2. \| Sam Bennett \| Irlandia \| Decathlon-AG2R La Mondiale \| + 0" \| \| 3. \| Hugo Page \| Francja \| Intermarché-Wanty \| + 0" \| \| 4. \| Clément Venturini \| Francja \| Arkéa-B&B Hotels \| + 0" \| \| 5. \| Owain Doull \| Wielka Brytania \| EF Education-EasyPost \| + 0" \| \| 6. \| Michele Gazzoli \| Włochy \| Astana Qazaqstan Team \| + 0" \| \| 7. \| Iván García Cortina \| Hiszpania \| Movistar Team \| + 0" \| \| 8. \| Fred Wright \| Wielka Brytania \| Bahrain Victorious \| + 0" \| \| 9. \| Clément Russo \| Francja \| Groupama-FDJ \| + 0" \| \| 10. \| Magnus Cort Nielsen \| Dania \| Uno-X Mobility \| + 0" \| |                     |                 |                            |            |
| |                     |                 |                            |            |
| Źródło: ProCyclingStats |                     |                 |                            |            |
| Klasyfikacja etapu |                     |                 |                            |            |
| Kolarz | Kolarz              | Państwo         | Drużyna                    | Czas       |
| 1. | Mads Pedersen       | Dania           | Lidl-Trek                  | 4h 01' 30" |
| 2. | Sam Bennett         | Irlandia        | Decathlon-AG2R La Mondiale | + 0"       |
| 3. | Hugo Page           | Francja         | Intermarché-Wanty          | + 0"       |
| 4. | Clément Venturini   | Francja         | Arkéa-B&B Hotels           | + 0"       |
| 5. | Owain Doull         | Wielka Brytania | EF Education-EasyPost      | + 0"       |
| 6. | Michele Gazzoli     | Włochy          | Astana Qazaqstan Team      | + 0"       |
| 7. | Iván García Cortina | Hiszpania       | Movistar Team              | + 0"       |
| 8. | Fred Wright         | Wielka Brytania | Bahrain Victorious         | + 0"       |
| 9. | Clément Russo       | Francja         | Groupama-FDJ               | + 0"       |
| 10. | Magnus Cort Nielsen | Dania           | Uno-X Mobility             | + 0"       |

| \| Klasyfikacja generalna \| Klasyfikacja generalna \| Klasyfikacja generalna \| Klasyfikacja generalna \| Klasyfikacja generalna \| \| Kolarz \| Kolarz \| Państwo \| Drużyna \| Czas \| \| ---------------------- \| ---------------------- \| ---------------------- \| -------------------------- \| ---------------------- \| \| 1. \| Mads Pedersen \| Dania \| Lidl-Trek \| 4h 01' 20" \| \| 2. \| Sam Bennett \| Irlandia \| Decathlon-AG2R La Mondiale \| + 4" \| \| 3. \| Hugo Page \| Francja \| Intermarché-Wanty \| + 6" \| \| 4. \| Mathis Le Berre \| Francja \| Arkéa-B&B Hotels \| + 7" \| \| 5. \| Mark Donovan \| Wielka Brytania \| Q36.5 Pro Cycling Team \| + 8" \| \| 6. \| Casper Pedersen \| Dania \| Soudal Quick-Step \| + 9" \| \| 7. \| Clément Venturini \| Francja \| Arkéa-B&B Hotels \| + 10" \| \| 8. \| Owain Doull \| Wielka Brytania \| EF Education-EasyPost \| + 10" \| \| 9. \| Michele Gazzoli \| Włochy \| Astana Qazaqstan Team \| + 10" \| \| 10. \| Iván García Cortina \| Hiszpania \| Movistar Team \| + 10" \| |                     |                 |                            |            |
| |                     |                 |                            |            |
| Źródło: ProCyclingStats |                     |                 |                            |            |
| Klasyfikacja generalna |                     |                 |                            |            |
| Kolarz | Kolarz              | Państwo         | Drużyna                    | Czas       |
| 1. | Mads Pedersen       | Dania           | Lidl-Trek                  | 4h 01' 20" |
| 2. | Sam Bennett         | Irlandia        | Decathlon-AG2R La Mondiale | + 4"       |
| 3. | Hugo Page           | Francja         | Intermarché-Wanty          | + 6"       |
| 4. | Mathis Le Berre     | Francja         | Arkéa-B&B Hotels           | + 7"       |
| 5. | Mark Donovan        | Wielka Brytania | Q36.5 Pro Cycling Team     | + 8"       |
| 6. | Casper Pedersen     | Dania           | Soudal Quick-Step          | + 9"       |
| 7. | Clément Venturini   | Francja         | Arkéa-B&B Hotels           | + 10"      |
| 8. | Owain Doull         | Wielka Brytania | EF Education-EasyPost      | + 10"      |
| 9. | Michele Gazzoli     | Włochy          | Astana Qazaqstan Team      | + 10"      |
| 10. | Iván García Cortina | Hiszpania       | Movistar Team              | + 10"      |

### Etap 2
| Gannat - Col de la Loge | górski | (142 km) |

| \| Klasyfikacja etapu \| Klasyfikacja etapu \| Klasyfikacja etapu \| Klasyfikacja etapu \| Klasyfikacja etapu \| \| Kolarz \| Kolarz \| Państwo \| Drużyna \| Czas \| \| ------------------ \| ------------------- \| ------------------ \| -------------------------- \| ------------------ \| \| 1. \| Magnus Cort Nielsen \| Dania \| Uno-X Mobility \| 3h 21' 42" \| \| 2. \| Primož Roglič \| Słowenia \| Bora-Hansgrohe \| + 0" \| \| 3. \| Matteo Jorgenson \| Stany Zjednoczone \| Team Visma \\| Lease a Bike \| + 0" \| \| 4. \| Giulio Ciccone \| Włochy \| Lidl-Trek \| + 0" \| \| 5. \| Oier Lazkano \| Hiszpania \| Movistar Team \| + 0" \| \| 6. \| Dylan Teuns \| Belgia \| Israel-Premier Tech \| + 0" \| \| 7. \| Lukas Nerurkar \| Wielka Brytania \| EF Education-EasyPost \| + 0" \| \| 8. \| Clément Champoussin \| Francja \| Arkéa-B&B Hotels \| + 0" \| \| 9. \| Romain Grégoire \| Francja \| Groupama-FDJ \| + 0" \| \| 10. \| Guillaume Martin \| Francja \| Cofidis \| + 0" \| |                     |                   |                            |            |
| |                     |                   |                            |            |
| Źródła: ProCyclingStats Cycling Quotient |                     |                   |                            |            |
| Klasyfikacja etapu |                     |                   |                            |            |
| Kolarz | Kolarz              | Państwo           | Drużyna                    | Czas       |
| 1. | Magnus Cort Nielsen | Dania             | Uno-X Mobility             | 3h 21' 42" |
| 2. | Primož Roglič       | Słowenia          | Bora-Hansgrohe             | + 0"       |
| 3. | Matteo Jorgenson    | Stany Zjednoczone | Team Visma \| Lease a Bike | + 0"       |
| 4. | Giulio Ciccone      | Włochy            | Lidl-Trek                  | + 0"       |
| 5. | Oier Lazkano        | Hiszpania         | Movistar Team              | + 0"       |
| 6. | Dylan Teuns         | Belgia            | Israel-Premier Tech        | + 0"       |
| 7. | Lukas Nerurkar      | Wielka Brytania   | EF Education-EasyPost      | + 0"       |
| 8. | Clément Champoussin | Francja           | Arkéa-B&B Hotels           | + 0"       |
| 9. | Romain Grégoire     | Francja           | Groupama-FDJ               | + 0"       |
| 10. | Guillaume Martin    | Francja           | Cofidis                    | + 0"       |

| \| Klasyfikacja generalna \| Klasyfikacja generalna \| Klasyfikacja generalna \| Klasyfikacja generalna \| Klasyfikacja generalna \| \| Kolarz \| Kolarz \| Państwo \| Drużyna \| Czas \| \| ---------------------- \| ---------------------- \| ---------------------- \| -------------------------- \| ---------------------- \| \| 1. \| Magnus Cort Nielsen \| Dania \| Uno-X Mobility \| 7h 23' 02" \| \| 2. \| Primož Roglič \| Słowenia \| Bora-Hansgrohe \| + 4" \| \| 3. \| Matteo Jorgenson \| Stany Zjednoczone \| Team Visma \\| Lease a Bike \| + 6" \| \| 4. \| Bruno Armirail \| Francja \| Decathlon-AG2R La Mondiale \| + 8" \| \| 5. \| Clément Champoussin \| Francja \| Arkéa-B&B Hotels \| + 10" \| \| 6. \| Derek Gee \| Kanada \| Israel-Premier Tech \| + 10" \| \| 7. \| Oier Lazkano \| Hiszpania \| Movistar Team \| + 10" \| \| 8. \| Krists Neilands \| Łotwa \| Israel-Premier Tech \| + 10" \| \| 9. \| Juan Ayuso \| Hiszpania \| UAE Team Emirates \| + 10" \| \| 10. \| Jack Haig \| Australia \| Bahrain Victorious \| + 10" \| |                     |                   |                            |            |
| |                     |                   |                            |            |
| Źródła: ProCyclingStats Cycling Quotient |                     |                   |                            |            |
| Klasyfikacja generalna |                     |                   |                            |            |
| Kolarz | Kolarz              | Państwo           | Drużyna                    | Czas       |
| 1. | Magnus Cort Nielsen | Dania             | Uno-X Mobility             | 7h 23' 02" |
| 2. | Primož Roglič       | Słowenia          | Bora-Hansgrohe             | + 4"       |
| 3. | Matteo Jorgenson    | Stany Zjednoczone | Team Visma \| Lease a Bike | + 6"       |
| 4. | Bruno Armirail      | Francja           | Decathlon-AG2R La Mondiale | + 8"       |
| 5. | Clément Champoussin | Francja           | Arkéa-B&B Hotels           | + 10"      |
| 6. | Derek Gee           | Kanada            | Israel-Premier Tech        | + 10"      |
| 7. | Oier Lazkano        | Hiszpania         | Movistar Team              | + 10"      |
| 8. | Krists Neilands     | Łotwa             | Israel-Premier Tech        | + 10"      |
| 9. | Juan Ayuso          | Hiszpania         | UAE Team Emirates          | + 10"      |
| 10. | Jack Haig           | Australia         | Bahrain Victorious         | + 10"      |

### Etap 3
| Celles-sur-Durolle - Les Estables | górzysty | (181,7 km) |

| \| Klasyfikacja etapu \| Klasyfikacja etapu \| Klasyfikacja etapu \| Klasyfikacja etapu \| Klasyfikacja etapu \| \| Kolarz \| Kolarz \| Państwo \| Drużyna \| Czas \| \| ------------------ \| ------------------- \| ------------------ \| -------------------------- \| ------------------ \| \| 1. \| Derek Gee \| Kanada \| Israel-Premier Tech \| 4h 22' 18" \| \| 2. \| Romain Grégoire \| Francja \| Groupama-FDJ \| + 0" \| \| 3. \| Lukas Nerurkar \| Wielka Brytania \| EF Education-EasyPost \| + 3" \| \| 4. \| Giulio Ciccone \| Włochy \| Lidl-Trek \| + 3" \| \| 5. \| Harold Tejada \| Kolumbia \| Astana Qazaqstan Team \| + 3" \| \| 6. \| Santiago Buitrago \| Kolumbia \| Bahrain Victorious \| + 3" \| \| 7. \| Aleksandr Własow \| Rosja \| Bora-Hansgrohe \| + 3" \| \| 8. \| Clément Champoussin \| Francja \| Arkéa-B&B Hotels \| + 3" \| \| 9. \| Matteo Jorgenson \| Stany Zjednoczone \| Team Visma \\| Lease a Bike \| + 3" \| \| 10. \| Primož Roglič \| Słowenia \| Bora-Hansgrohe \| + 3" \| |                     |                   |                            |            |
| |                     |                   |                            |            |
| Źródła: ProCyclingStats Cycling Quotient |                     |                   |                            |            |
| Klasyfikacja etapu |                     |                   |                            |            |
| Kolarz | Kolarz              | Państwo           | Drużyna                    | Czas       |
| 1. | Derek Gee           | Kanada            | Israel-Premier Tech        | 4h 22' 18" |
| 2. | Romain Grégoire     | Francja           | Groupama-FDJ               | + 0"       |
| 3. | Lukas Nerurkar      | Wielka Brytania   | EF Education-EasyPost      | + 3"       |
| 4. | Giulio Ciccone      | Włochy            | Lidl-Trek                  | + 3"       |
| 5. | Harold Tejada       | Kolumbia          | Astana Qazaqstan Team      | + 3"       |
| 6. | Santiago Buitrago   | Kolumbia          | Bahrain Victorious         | + 3"       |
| 7. | Aleksandr Własow    | Rosja             | Bora-Hansgrohe             | + 3"       |
| 8. | Clément Champoussin | Francja           | Arkéa-B&B Hotels           | + 3"       |
| 9. | Matteo Jorgenson    | Stany Zjednoczone | Team Visma \| Lease a Bike | + 3"       |
| 10. | Primož Roglič       | Słowenia          | Bora-Hansgrohe             | + 3"       |

| \| Klasyfikacja generalna \| Klasyfikacja generalna \| Klasyfikacja generalna \| Klasyfikacja generalna \| Klasyfikacja generalna \| \| Kolarz \| Kolarz \| Państwo \| Drużyna \| Czas \| \| ---------------------- \| ---------------------- \| ---------------------- \| -------------------------- \| ---------------------- \| \| 1. \| Derek Gee \| Kanada \| Israel-Premier Tech \| 11h 45' 20" \| \| 2. \| Magnus Cort Nielsen \| Dania \| Uno-X Mobility \| + 3" \| \| 3. \| Romain Grégoire \| Francja \| Groupama-FDJ \| + 4" \| \| 4. \| Primož Roglič \| Słowenia \| Bora-Hansgrohe \| + 7" \| \| 5. \| Matteo Jorgenson \| Stany Zjednoczone \| Team Visma \\| Lease a Bike \| + 9" \| \| 6. \| Lukas Nerurkar \| Wielka Brytania \| EF Education-EasyPost \| + 9" \| \| 7. \| Bruno Armirail \| Francja \| Decathlon-AG2R La Mondiale \| + 11" \| \| 8. \| Clément Champoussin \| Francja \| Arkéa-B&B Hotels \| + 13" \| \| 9. \| Giulio Ciccone \| Włochy \| Lidl-Trek \| + 13" \| \| 10. \| Carlos Rodríguez \| Hiszpania \| Ineos Grenadiers \| + 13" \| |                     |                   |                            |             |
| |                     |                   |                            |             |
| Źródła: ProCyclingStats Cycling Quotient |                     |                   |                            |             |
| Klasyfikacja generalna |                     |                   |                            |             |
| Kolarz | Kolarz              | Państwo           | Drużyna                    | Czas        |
| 1. | Derek Gee           | Kanada            | Israel-Premier Tech        | 11h 45' 20" |
| 2. | Magnus Cort Nielsen | Dania             | Uno-X Mobility             | + 3"        |
| 3. | Romain Grégoire     | Francja           | Groupama-FDJ               | + 4"        |
| 4. | Primož Roglič       | Słowenia          | Bora-Hansgrohe             | + 7"        |
| 5. | Matteo Jorgenson    | Stany Zjednoczone | Team Visma \| Lease a Bike | + 9"        |
| 6. | Lukas Nerurkar      | Wielka Brytania   | EF Education-EasyPost      | + 9"        |
| 7. | Bruno Armirail      | Francja           | Decathlon-AG2R La Mondiale | + 11"       |
| 8. | Clément Champoussin | Francja           | Arkéa-B&B Hotels           | + 13"       |
| 9. | Giulio Ciccone      | Włochy            | Lidl-Trek                  | + 13"       |
| 10. | Carlos Rodríguez    | Hiszpania         | Ineos Grenadiers           | + 13"       |

### Etap 4
| Saint-Germain-Laval - Neulise | jazda indywidualna na czas | (34,4 km) |

| \| Klasyfikacja etapu \| Klasyfikacja etapu \| Klasyfikacja etapu \| Klasyfikacja etapu \| Klasyfikacja etapu \| \| Kolarz \| Kolarz \| Państwo \| Drużyna \| Czas \| \| ------------------ \| ------------------ \| ------------------ \| -------------------------- \| ------------------ \| \| 1. \| Remco Evenepoel \| Belgia \| Soudal Quick-Step \| 41' 49" \| \| 2. \| Joshua Tarling \| Wielka Brytania \| Ineos Grenadiers \| + 17" \| \| 3. \| Primož Roglič \| Słowenia \| Bora-Hansgrohe \| + 39" \| \| 4. \| Matteo Jorgenson \| Stany Zjednoczone \| Team Visma \\| Lease a Bike \| + 1' 07" \| \| 5. \| Oier Lazkano \| Hiszpania \| Movistar Team \| + 1' 21" \| \| 6. \| Derek Gee \| Kanada \| Israel-Premier Tech \| + 1' 24" \| \| 7. \| Neilson Powless \| Stany Zjednoczone \| EF Education-EasyPost \| + 1' 24" \| \| 8. \| Bruno Armirail \| Francja \| Decathlon-AG2R La Mondiale \| + 1' 26" \| \| 9. \| Juan Ayuso \| Hiszpania \| UAE Team Emirates \| + 1' 27" \| \| 10. \| Tao Geoghegan Hart \| Wielka Brytania \| Lidl-Trek \| + 1' 38" \| |                    |                   |                            |          |
| |                    |                   |                            |          |
| Źródła: ProCyclingStats Cycling Quotient |                    |                   |                            |          |
| Klasyfikacja etapu |                    |                   |                            |          |
| Kolarz | Kolarz             | Państwo           | Drużyna                    | Czas     |
| 1. | Remco Evenepoel    | Belgia            | Soudal Quick-Step          | 41' 49"  |
| 2. | Joshua Tarling     | Wielka Brytania   | Ineos Grenadiers           | + 17"    |
| 3. | Primož Roglič      | Słowenia          | Bora-Hansgrohe             | + 39"    |
| 4. | Matteo Jorgenson   | Stany Zjednoczone | Team Visma \| Lease a Bike | + 1' 07" |
| 5. | Oier Lazkano       | Hiszpania         | Movistar Team              | + 1' 21" |
| 6. | Derek Gee          | Kanada            | Israel-Premier Tech        | + 1' 24" |
| 7. | Neilson Powless    | Stany Zjednoczone | EF Education-EasyPost      | + 1' 24" |
| 8. | Bruno Armirail     | Francja           | Decathlon-AG2R La Mondiale | + 1' 26" |
| 9. | Juan Ayuso         | Hiszpania         | UAE Team Emirates          | + 1' 27" |
| 10. | Tao Geoghegan Hart | Wielka Brytania   | Lidl-Trek                  | + 1' 38" |

| \| Klasyfikacja generalna \| Klasyfikacja generalna \| Klasyfikacja generalna \| Klasyfikacja generalna \| Klasyfikacja generalna \| \| Kolarz \| Kolarz \| Państwo \| Drużyna \| Czas \| \| ---------------------- \| ---------------------- \| ---------------------- \| -------------------------- \| ---------------------- \| \| 1. \| Remco Evenepoel \| Belgia \| Soudal Quick-Step \| 12h 27' 22" \| \| 2. \| Primož Roglič \| Słowenia \| Bora-Hansgrohe \| + 33" \| \| 3. \| Matteo Jorgenson \| Stany Zjednoczone \| Team Visma \\| Lease a Bike \| + 1' 04" \| \| 4. \| Derek Gee \| Kanada \| Israel-Premier Tech \| + 1' 11" \| \| 5. \| Oier Lazkano \| Hiszpania \| Movistar Team \| + 1' 21" \| \| 6. \| Bruno Armirail \| Francja \| Decathlon-AG2R La Mondiale \| + 1' 25" \| \| 7. \| Neilson Powless \| Stany Zjednoczone \| EF Education-EasyPost \| + 1' 25" \| \| 8. \| Juan Ayuso \| Hiszpania \| UAE Team Emirates \| + 1' 27" \| \| 9. \| Tao Geoghegan Hart \| Wielka Brytania \| Lidl-Trek \| + 1' 39" \| \| 10. \| Carlos Rodríguez \| Hiszpania \| Ineos Grenadiers \| + 1' 41" \| |                    |                   |                            |             |
| |                    |                   |                            |             |
| Źródła: ProCyclingStats Cycling Quotient |                    |                   |                            |             |
| Klasyfikacja generalna |                    |                   |                            |             |
| Kolarz | Kolarz             | Państwo           | Drużyna                    | Czas        |
| 1. | Remco Evenepoel    | Belgia            | Soudal Quick-Step          | 12h 27' 22" |
| 2. | Primož Roglič      | Słowenia          | Bora-Hansgrohe             | + 33"       |
| 3. | Matteo Jorgenson   | Stany Zjednoczone | Team Visma \| Lease a Bike | + 1' 04"    |
| 4. | Derek Gee          | Kanada            | Israel-Premier Tech        | + 1' 11"    |
| 5. | Oier Lazkano       | Hiszpania         | Movistar Team              | + 1' 21"    |
| 6. | Bruno Armirail     | Francja           | Decathlon-AG2R La Mondiale | + 1' 25"    |
| 7. | Neilson Powless    | Stany Zjednoczone | EF Education-EasyPost      | + 1' 25"    |
| 8. | Juan Ayuso         | Hiszpania         | UAE Team Emirates          | + 1' 27"    |
| 9. | Tao Geoghegan Hart | Wielka Brytania   | Lidl-Trek                  | + 1' 39"    |
| 10. | Carlos Rodríguez   | Hiszpania         | Ineos Grenadiers           | + 1' 41"    |

### Etap 5
| Amplepuis - Saint-Priest | pagórkowaty | (167 km) |

Etap został zneutralizowany w wyniku kraksy w peletonie.

### Etap 6
| Hauterives - Le Collet d'Allevard | górski | (174,1 km) |

| \| Klasyfikacja etapu \| Klasyfikacja etapu \| Klasyfikacja etapu \| Klasyfikacja etapu \| Klasyfikacja etapu \| \| Kolarz \| Kolarz \| Państwo \| Drużyna \| Czas \| \| ------------------ \| ------------------ \| ------------------ \| -------------------------- \| ------------------ \| \| 1. \| Primož Roglič \| Słowenia \| Bora-Hansgrohe \| 4h 19' 59" \| \| 2. \| Giulio Ciccone \| Włochy \| Lidl-Trek \| + 3" \| \| 3. \| Aleksandr Własow \| Rosja \| Bora-Hansgrohe \| + 11" \| \| 4. \| Derek Gee \| Kanada \| Israel-Premier Tech \| + 13" \| \| 5. \| Matteo Jorgenson \| Stany Zjednoczone \| Team Visma \\| Lease a Bike \| + 17" \| \| 6. \| Laurens De Plus \| Belgia \| Ineos Grenadiers \| + 22" \| \| 7. \| Carlos Rodríguez \| Hiszpania \| Ineos Grenadiers \| + 22" \| \| 8. \| Remco Evenepoel \| Belgia \| Soudal Quick-Step \| + 42" \| \| 9. \| Jack Haig \| Australia \| Bahrain Victorious \| + 50" \| \| 10. \| Jai Hindley \| Australia \| Bora-Hansgrohe \| + 53" \| |                  |                   |                            |            |
| |                  |                   |                            |            |
| Źródło: ProCyclingStats |                  |                   |                            |            |
| Klasyfikacja etapu |                  |                   |                            |            |
| Kolarz | Kolarz           | Państwo           | Drużyna                    | Czas       |
| 1. | Primož Roglič    | Słowenia          | Bora-Hansgrohe             | 4h 19' 59" |
| 2. | Giulio Ciccone   | Włochy            | Lidl-Trek                  | + 3"       |
| 3. | Aleksandr Własow | Rosja             | Bora-Hansgrohe             | + 11"      |
| 4. | Derek Gee        | Kanada            | Israel-Premier Tech        | + 13"      |
| 5. | Matteo Jorgenson | Stany Zjednoczone | Team Visma \| Lease a Bike | + 17"      |
| 6. | Laurens De Plus  | Belgia            | Ineos Grenadiers           | + 22"      |
| 7. | Carlos Rodríguez | Hiszpania         | Ineos Grenadiers           | + 22"      |
| 8. | Remco Evenepoel  | Belgia            | Soudal Quick-Step          | + 42"      |
| 9. | Jack Haig        | Australia         | Bahrain Victorious         | + 50"      |
| 10. | Jai Hindley      | Australia         | Bora-Hansgrohe             | + 53"      |

| \| Klasyfikacja generalna \| Klasyfikacja generalna \| Klasyfikacja generalna \| Klasyfikacja generalna \| Klasyfikacja generalna \| \| Kolarz \| Kolarz \| Państwo \| Drużyna \| Czas \| \| ---------------------- \| ---------------------- \| ---------------------- \| -------------------------- \| ---------------------- \| \| 1. \| Primož Roglič \| Słowenia \| Bora-Hansgrohe \| 16h 47' 44" \| \| 2. \| Remco Evenepoel \| Belgia \| Soudal Quick-Step \| + 19" \| \| 3. \| Matteo Jorgenson \| Stany Zjednoczone \| Team Visma \\| Lease a Bike \| + 58" \| \| 4. \| Derek Gee \| Kanada \| Israel-Premier Tech \| + 1' 01" \| \| 5. \| Aleksandr Własow \| Rosja \| Bora-Hansgrohe \| + 1' 32" \| \| 6. \| Carlos Rodríguez \| Hiszpania \| Ineos Grenadiers \| + 1' 40" \| \| 7. \| Laurens De Plus \| Belgia \| Ineos Grenadiers \| + 1' 53" \| \| 8. \| Oier Lazkano \| Hiszpania \| Movistar Team \| + 2' 08" \| \| 9. \| Callum Scotson \| Australia \| Team Jayco AlUla \| + 2' 15" \| \| 10. \| Jack Haig \| Australia \| Bahrain Victorious \| + 2' 31" \| |                  |                   |                            |             |
| |                  |                   |                            |             |
| Źródło: ProCyclingStats |                  |                   |                            |             |
| Klasyfikacja generalna |                  |                   |                            |             |
| Kolarz | Kolarz           | Państwo           | Drużyna                    | Czas        |
| 1. | Primož Roglič    | Słowenia          | Bora-Hansgrohe             | 16h 47' 44" |
| 2. | Remco Evenepoel  | Belgia            | Soudal Quick-Step          | + 19"       |
| 3. | Matteo Jorgenson | Stany Zjednoczone | Team Visma \| Lease a Bike | + 58"       |
| 4. | Derek Gee        | Kanada            | Israel-Premier Tech        | + 1' 01"    |
| 5. | Aleksandr Własow | Rosja             | Bora-Hansgrohe             | + 1' 32"    |
| 6. | Carlos Rodríguez | Hiszpania         | Ineos Grenadiers           | + 1' 40"    |
| 7. | Laurens De Plus  | Belgia            | Ineos Grenadiers           | + 1' 53"    |
| 8. | Oier Lazkano     | Hiszpania         | Movistar Team              | + 2' 08"    |
| 9. | Callum Scotson   | Australia         | Team Jayco AlUla           | + 2' 15"    |
| 10. | Jack Haig        | Australia         | Bahrain Victorious         | + 2' 31"    |

### Etap 7
| Albertville - Samoëns 1600 | górski | (155,3 km) |

| \| Klasyfikacja etapu \| Klasyfikacja etapu \| Klasyfikacja etapu \| Klasyfikacja etapu \| Klasyfikacja etapu \| \| Kolarz \| Kolarz \| Państwo \| Drużyna \| Czas \| \| ------------------ \| ------------------ \| ------------------ \| -------------------------- \| ------------------ \| \| 1. \| Primož Roglič \| Słowenia \| Bora-Hansgrohe \| 4h 29' 16" \| \| 2. \| Matteo Jorgenson \| Stany Zjednoczone \| Team Visma \\| Lease a Bike \| + 0" \| \| 3. \| Giulio Ciccone \| Włochy \| Lidl-Trek \| + 2" \| \| 4. \| Oier Lazkano \| Hiszpania \| Movistar Team \| + 2" \| \| 5. \| Derek Gee \| Kanada \| Israel-Premier Tech \| + 2" \| \| 6. \| Carlos Rodríguez \| Hiszpania \| Ineos Grenadiers \| + 8" \| \| 7. \| Santiago Buitrago \| Kolumbia \| Bahrain Victorious \| + 14" \| \| 8. \| Laurens De Plus \| Belgia \| Ineos Grenadiers \| + 14" \| \| 9. \| Aleksandr Własow \| Rosja \| Bora-Hansgrohe \| + 14" \| \| 10. \| Mikel Landa \| Hiszpania \| Soudal Quick-Step \| + 33" \| |                   |                   |                            |            |
| |                   |                   |                            |            |
| Źródło: ProCyclingStats |                   |                   |                            |            |
| Klasyfikacja etapu |                   |                   |                            |            |
| Kolarz | Kolarz            | Państwo           | Drużyna                    | Czas       |
| 1. | Primož Roglič     | Słowenia          | Bora-Hansgrohe             | 4h 29' 16" |
| 2. | Matteo Jorgenson  | Stany Zjednoczone | Team Visma \| Lease a Bike | + 0"       |
| 3. | Giulio Ciccone    | Włochy            | Lidl-Trek                  | + 2"       |
| 4. | Oier Lazkano      | Hiszpania         | Movistar Team              | + 2"       |
| 5. | Derek Gee         | Kanada            | Israel-Premier Tech        | + 2"       |
| 6. | Carlos Rodríguez  | Hiszpania         | Ineos Grenadiers           | + 8"       |
| 7. | Santiago Buitrago | Kolumbia          | Bahrain Victorious         | + 14"      |
| 8. | Laurens De Plus   | Belgia            | Ineos Grenadiers           | + 14"      |
| 9. | Aleksandr Własow  | Rosja             | Bora-Hansgrohe             | + 14"      |
| 10. | Mikel Landa       | Hiszpania         | Soudal Quick-Step          | + 33"      |

| \| Klasyfikacja generalna \| Klasyfikacja generalna \| Klasyfikacja generalna \| Klasyfikacja generalna \| Klasyfikacja generalna \| \| Kolarz \| Kolarz \| Państwo \| Drużyna \| Czas \| \| ---------------------- \| ---------------------- \| ---------------------- \| -------------------------- \| ---------------------- \| \| 1. \| Primož Roglič \| Słowenia \| Bora-Hansgrohe \| 21h 16' 50" \| \| 2. \| Matteo Jorgenson \| Stany Zjednoczone \| Team Visma \\| Lease a Bike \| + 1' 02" \| \| 3. \| Derek Gee \| Kanada \| Israel-Premier Tech \| + 1' 13" \| \| 4. \| Aleksandr Własow \| Rosja \| Bora-Hansgrohe \| + 1' 56" \| \| 5. \| Carlos Rodríguez \| Hiszpania \| Ineos Grenadiers \| + 1' 58" \| \| 6. \| Remco Evenepoel \| Belgia \| Soudal Quick-Step \| + 2' 15" \| \| 7. \| Laurens De Plus \| Belgia \| Ineos Grenadiers \| + 2' 17" \| \| 8. \| Oier Lazkano \| Hiszpania \| Movistar Team \| + 2' 20" \| \| 9. \| Giulio Ciccone \| Włochy \| Lidl-Trek \| + 2' 54" \| \| 10. \| Mikel Landa \| Hiszpania \| Soudal Quick-Step \| + 3' 51" \| |                  |                   |                            |             |
| |                  |                   |                            |             |
| Źródło: ProCyclingStats |                  |                   |                            |             |
| Klasyfikacja generalna |                  |                   |                            |             |
| Kolarz | Kolarz           | Państwo           | Drużyna                    | Czas        |
| 1. | Primož Roglič    | Słowenia          | Bora-Hansgrohe             | 21h 16' 50" |
| 2. | Matteo Jorgenson | Stany Zjednoczone | Team Visma \| Lease a Bike | + 1' 02"    |
| 3. | Derek Gee        | Kanada            | Israel-Premier Tech        | + 1' 13"    |
| 4. | Aleksandr Własow | Rosja             | Bora-Hansgrohe             | + 1' 56"    |
| 5. | Carlos Rodríguez | Hiszpania         | Ineos Grenadiers           | + 1' 58"    |
| 6. | Remco Evenepoel  | Belgia            | Soudal Quick-Step          | + 2' 15"    |
| 7. | Laurens De Plus  | Belgia            | Ineos Grenadiers           | + 2' 17"    |
| 8. | Oier Lazkano     | Hiszpania         | Movistar Team              | + 2' 20"    |
| 9. | Giulio Ciccone   | Włochy            | Lidl-Trek                  | + 2' 54"    |
| 10. | Mikel Landa      | Hiszpania         | Soudal Quick-Step          | + 3' 51"    |

### Etap 8
| Thônes - Glières Plateau | górski | (160,6 km) |

| \| Klasyfikacja etapu \| Klasyfikacja etapu \| Klasyfikacja etapu \| Klasyfikacja etapu \| Klasyfikacja etapu \| \| Kolarz \| Kolarz \| Państwo \| Drużyna \| Czas \| \| ------------------ \| ------------------ \| ------------------ \| -------------------------- \| ------------------ \| \| 1. \| Carlos Rodríguez \| Hiszpania \| Ineos Grenadiers \| 4h 18' 02" \| \| 2. \| Matteo Jorgenson \| Stany Zjednoczone \| Team Visma \\| Lease a Bike \| + 0" \| \| 3. \| Derek Gee \| Kanada \| Israel-Premier Tech \| + 15" \| \| 4. \| Laurens De Plus \| Belgia \| Ineos Grenadiers \| + 35" \| \| 5. \| Santiago Buitrago \| Kolumbia \| Bahrain Victorious \| + 35" \| \| 6. \| Primož Roglič \| Słowenia \| Bora-Hansgrohe \| + 48" \| \| 7. \| Giulio Ciccone \| Włochy \| Lidl-Trek \| + 48" \| \| 8. \| Remco Evenepoel \| Belgia \| Soudal Quick-Step \| + 58" \| \| 9. \| Aleksandr Własow \| Rosja \| Bora-Hansgrohe \| + 58" \| \| 10. \| Mikel Landa \| Hiszpania \| Soudal Quick-Step \| + 1' 10" \| |                   |                   |                            |            |
| |                   |                   |                            |            |
| Źródło: ProCyclingStats |                   |                   |                            |            |
| Klasyfikacja etapu |                   |                   |                            |            |
| Kolarz | Kolarz            | Państwo           | Drużyna                    | Czas       |
| 1. | Carlos Rodríguez  | Hiszpania         | Ineos Grenadiers           | 4h 18' 02" |
| 2. | Matteo Jorgenson  | Stany Zjednoczone | Team Visma \| Lease a Bike | + 0"       |
| 3. | Derek Gee         | Kanada            | Israel-Premier Tech        | + 15"      |
| 4. | Laurens De Plus   | Belgia            | Ineos Grenadiers           | + 35"      |
| 5. | Santiago Buitrago | Kolumbia          | Bahrain Victorious         | + 35"      |
| 6. | Primož Roglič     | Słowenia          | Bora-Hansgrohe             | + 48"      |
| 7. | Giulio Ciccone    | Włochy            | Lidl-Trek                  | + 48"      |
| 8. | Remco Evenepoel   | Belgia            | Soudal Quick-Step          | + 58"      |
| 9. | Aleksandr Własow  | Rosja             | Bora-Hansgrohe             | + 58"      |
| 10. | Mikel Landa       | Hiszpania         | Soudal Quick-Step          | + 1' 10"   |

## Klasyfikacje

### Klasyfikacja generalna
| \| Klasyfikacja generalna \| Klasyfikacja generalna \| Klasyfikacja generalna \| Klasyfikacja generalna \| Klasyfikacja generalna \| \| Kolarz \| Kolarz \| Państwo \| Drużyna \| Czas \| \| ---------------------- \| ---------------------- \| ---------------------- \| -------------------------- \| ---------------------- \| \| 1. \| Primož Roglič \| Słowenia \| Bora-Hansgrohe \| 25h 35' 40" \| \| 2. \| Matteo Jorgenson \| Stany Zjednoczone \| Team Visma \\| Lease a Bike \| + 8" \| \| 3. \| Derek Gee \| Kanada \| Israel-Premier Tech \| + 36" \| \| 4. \| Carlos Rodríguez \| Hiszpania \| Ineos Grenadiers \| + 1' 00" \| \| 5. \| Laurens De Plus \| Belgia \| Ineos Grenadiers \| + 2' 04" \| \| 6. \| Aleksandr Własow \| Rosja \| Bora-Hansgrohe \| + 2' 06" \| \| 7. \| Remco Evenepoel \| Belgia \| Soudal Quick-Step \| + 2' 25" \| \| 8. \| Giulio Ciccone \| Włochy \| Lidl-Trek \| + 2' 54" \| \| 9. \| Oier Lazkano \| Hiszpania \| Movistar Team \| + 2' 54" \| \| 10. \| Mikel Landa \| Hiszpania \| Soudal Quick-Step \| + 4' 13" \| |                  |                   |                            |             |
| |                  |                   |                            |             |
| Źródła: ProCyclingStats Cycling Quotient |                  |                   |                            |             |
| Klasyfikacja generalna |                  |                   |                            |             |
| Kolarz | Kolarz           | Państwo           | Drużyna                    | Czas        |
| 1. | Primož Roglič    | Słowenia          | Bora-Hansgrohe             | 25h 35' 40" |
| 2. | Matteo Jorgenson | Stany Zjednoczone | Team Visma \| Lease a Bike | + 8"        |
| 3. | Derek Gee        | Kanada            | Israel-Premier Tech        | + 36"       |
| 4. | Carlos Rodríguez | Hiszpania         | Ineos Grenadiers           | + 1' 00"    |
| 5. | Laurens De Plus  | Belgia            | Ineos Grenadiers           | + 2' 04"    |
| 6. | Aleksandr Własow | Rosja             | Bora-Hansgrohe             | + 2' 06"    |
| 7. | Remco Evenepoel  | Belgia            | Soudal Quick-Step          | + 2' 25"    |
| 8. | Giulio Ciccone   | Włochy            | Lidl-Trek                  | + 2' 54"    |
| 9. | Oier Lazkano     | Hiszpania         | Movistar Team              | + 2' 54"    |
| 10. | Mikel Landa      | Hiszpania         | Soudal Quick-Step          | + 4' 13"    |

| Klasyfikacja punktowa | Klasyfikacja punktowa | Klasyfikacja punktowa | Klasyfikacja punktowa      | Klasyfikacja punktowa |
| Kolarz                | Kolarz                | Państwo               | Drużyna                    | Punkty                |
| --------------------- | --------------------- | --------------------- | -------------------------- | --------------------- |
| 1.                    | Primož Roglič         | Słowenia              | Bora-Hansgrohe             | 73 pkt                |
| 2.                    | Matteo Jorgenson      | Stany Zjednoczone     | Team Visma \| Lease a Bike | 66 pkt                |
| 3.                    | Giulio Ciccone        | Włochy                | Lidl-Trek                  | 62 pkt                |
| 4.                    | Derek Gee             | Kanada                | Israel-Premier Tech        | 54 pkt                |
| 5.                    | Magnus Cort Nielsen   | Dania                 | Uno-X Mobility             | 41 pkt                |
| 6.                    | Romain Grégoire       | Francja               | Groupama-FDJ               | 34 pkt                |
| 7.                    | Oier Lazkano          | Hiszpania             | Movistar Team              | 30 pkt                |
| 8.                    | Aleksandr Własow      | Rosja                 | Bora-Hansgrohe             | 26 pkt                |
| 9.                    | Mads Pedersen         | Dania                 | Lidl-Trek                  | 25 pkt                |
| 10.                   | Carlos Rodríguez      | Hiszpania             | Ineos Grenadiers           | 24 pkt                |

| Klasyfikacja punktowa | Klasyfikacja punktowa | Klasyfikacja punktowa | Klasyfikacja punktowa      | Klasyfikacja punktowa |
| Kolarz                | Kolarz                | Państwo               | Drużyna                    | Punkty                |
| --------------------- | --------------------- | --------------------- | -------------------------- | --------------------- |
| 1.                    | Primož Roglič         | Słowenia              | Bora-Hansgrohe             | 73 pkt                |
| 2.                    | Matteo Jorgenson      | Stany Zjednoczone     | Team Visma \| Lease a Bike | 66 pkt                |
| 3.                    | Giulio Ciccone        | Włochy                | Lidl-Trek                  | 62 pkt                |
| 4.                    | Derek Gee             | Kanada                | Israel-Premier Tech        | 54 pkt                |
| 5.                    | Magnus Cort Nielsen   | Dania                 | Uno-X Mobility             | 41 pkt                |
| 6.                    | Romain Grégoire       | Francja               | Groupama-FDJ               | 34 pkt                |
| 7.                    | Oier Lazkano          | Hiszpania             | Movistar Team              | 30 pkt                |
| 8.                    | Aleksandr Własow      | Rosja                 | Bora-Hansgrohe             | 26 pkt                |
| 9.                    | Mads Pedersen         | Dania                 | Lidl-Trek                  | 25 pkt                |
| 10.                   | Carlos Rodríguez      | Hiszpania             | Ineos Grenadiers           | 24 pkt                |

| Klasyfikacja górska | Klasyfikacja górska | Klasyfikacja górska | Klasyfikacja górska        | Klasyfikacja górska |
| Kolarz              | Kolarz              | Państwo             | Drużyna                    | Punkty              |
| ------------------- | ------------------- | ------------------- | -------------------------- | ------------------- |
| 1.                  | Lorenzo Fortunato   | Włochy              | Astana Qazaqstan Team      | 40 pkt              |
| 2.                  | Marc Soler          | Hiszpania           | UAE Team Emirates          | 38 pkt              |
| 3.                  | Primož Roglič       | Słowenia            | Bora-Hansgrohe             | 31 pkt              |
| 4.                  | Matteo Jorgenson    | Stany Zjednoczone   | Team Visma \| Lease a Bike | 26 pkt              |
| 5.                  | Mathis Le Berre     | Francja             | Arkéa-B&B Hotels           | 24 pkt              |
| 6.                  | Derek Gee           | Kanada              | Israel-Premier Tech        | 22 pkt              |
| 7.                  | Giulio Ciccone      | Włochy              | Lidl-Trek                  | 22 pkt              |
| 8.                  | Warren Barguil      | Francja             | Team dsm-firmenich PostNL  | 22 pkt              |
| 9.                  | Carlos Rodríguez    | Hiszpania           | Ineos Grenadiers           | 19 pkt              |
| 10.                 | Aleksandr Własow    | Rosja               | Bora-Hansgrohe             | 13 pkt              |

| Klasyfikacja górska | Klasyfikacja górska | Klasyfikacja górska | Klasyfikacja górska        | Klasyfikacja górska |
| Kolarz              | Kolarz              | Państwo             | Drużyna                    | Punkty              |
| ------------------- | ------------------- | ------------------- | -------------------------- | ------------------- |
| 1.                  | Lorenzo Fortunato   | Włochy              | Astana Qazaqstan Team      | 40 pkt              |
| 2.                  | Marc Soler          | Hiszpania           | UAE Team Emirates          | 38 pkt              |
| 3.                  | Primož Roglič       | Słowenia            | Bora-Hansgrohe             | 31 pkt              |
| 4.                  | Matteo Jorgenson    | Stany Zjednoczone   | Team Visma \| Lease a Bike | 26 pkt              |
| 5.                  | Mathis Le Berre     | Francja             | Arkéa-B&B Hotels           | 24 pkt              |
| 6.                  | Derek Gee           | Kanada              | Israel-Premier Tech        | 22 pkt              |
| 7.                  | Giulio Ciccone      | Włochy              | Lidl-Trek                  | 22 pkt              |
| 8.                  | Warren Barguil      | Francja             | Team dsm-firmenich PostNL  | 22 pkt              |
| 9.                  | Carlos Rodríguez    | Hiszpania           | Ineos Grenadiers           | 19 pkt              |
| 10.                 | Aleksandr Własow    | Rosja               | Bora-Hansgrohe             | 13 pkt              |

| Klasyfikacja młodzieżowa | Klasyfikacja młodzieżowa | Klasyfikacja młodzieżowa | Klasyfikacja młodzieżowa   | Klasyfikacja młodzieżowa |
| Kolarz                   | Kolarz                   | Państwo                  | Drużyna                    | Czas                     |
| ------------------------ | ------------------------ | ------------------------ | -------------------------- | ------------------------ |
| 1.                       | Matteo Jorgenson         | Stany Zjednoczone        | Team Visma \| Lease a Bike | 25h 35' 48"              |
| 2.                       | Carlos Rodríguez         | Hiszpania                | Ineos Grenadiers           | + 52"                    |
| 3.                       | Remco Evenepoel          | Belgia                   | Soudal Quick-Step          | + 2' 17"                 |
| 4.                       | Oier Lazkano             | Hiszpania                | Movistar Team              | + 2' 46"                 |
| 5.                       | Santiago Buitrago        | Kolumbia                 | Bahrain Victorious         | + 4' 20"                 |
| 6.                       | Javier Romo              | Hiszpania                | Movistar Team              | + 5' 45"                 |
| 7.                       | Romain Grégoire          | Francja                  | Groupama-FDJ               | + 28' 35"                |
| 8.                       | Darren Rafferty          | Irlandia                 | EF Education-EasyPost      | + 34' 39"                |
| 9.                       | Alessandro Fancellu      | Włochy                   | Q36.5 Pro Cycling Team     | + 42' 54"                |
| 10.                      | Igor Arrieta             | Hiszpania                | UAE Team Emirates          | + 45' 07"                |

| Klasyfikacja młodzieżowa | Klasyfikacja młodzieżowa | Klasyfikacja młodzieżowa | Klasyfikacja młodzieżowa   | Klasyfikacja młodzieżowa |
| Kolarz                   | Kolarz                   | Państwo                  | Drużyna                    | Czas                     |
| ------------------------ | ------------------------ | ------------------------ | -------------------------- | ------------------------ |
| 1.                       | Matteo Jorgenson         | Stany Zjednoczone        | Team Visma \| Lease a Bike | 25h 35' 48"              |
| 2.                       | Carlos Rodríguez         | Hiszpania                | Ineos Grenadiers           | + 52"                    |
| 3.                       | Remco Evenepoel          | Belgia                   | Soudal Quick-Step          | + 2' 17"                 |
| 4.                       | Oier Lazkano             | Hiszpania                | Movistar Team              | + 2' 46"                 |
| 5.                       | Santiago Buitrago        | Kolumbia                 | Bahrain Victorious         | + 4' 20"                 |
| 6.                       | Javier Romo              | Hiszpania                | Movistar Team              | + 5' 45"                 |
| 7.                       | Romain Grégoire          | Francja                  | Groupama-FDJ               | + 28' 35"                |
| 8.                       | Darren Rafferty          | Irlandia                 | EF Education-EasyPost      | + 34' 39"                |
| 9.                       | Alessandro Fancellu      | Włochy                   | Q36.5 Pro Cycling Team     | + 42' 54"                |
| 10.                      | Igor Arrieta             | Hiszpania                | UAE Team Emirates          | + 45' 07"                |

| Klasyfikacja drużynowa | Klasyfikacja drużynowa     | Klasyfikacja drużynowa       | Klasyfikacja drużynowa |
| Drużyna                | Drużyna                    | Państwo                      | Czas                   |
| ---------------------- | -------------------------- | ---------------------------- | ---------------------- |
| 1.                     | Bora-Hansgrohe             | Niemcy                       | 77h 05' 45"            |
| 2.                     | Ineos Grenadiers           | Wielka Brytania              | + 7' 01"               |
| 3.                     | Israel-Premier Tech        | Izrael                       | + 19' 04"              |
| 4.                     | Movistar Team              | Hiszpania                    | + 24' 40"              |
| 5.                     | Team dsm-firmenich PostNL  | Holandia                     | + 33' 48"              |
| 6.                     | UAE Team Emirates          | Zjednoczone Emiraty Arabskie | + 40' 46"              |
| 7.                     | Groupama-FDJ               | Francja                      | + 50' 00"              |
| 8.                     | Soudal Quick-Step          | Belgia                       | + 53' 59"              |
| 9.                     | Bahrain Victorious         | Bahrajn                      | + 1h 08' 28"           |
| 10.                    | Decathlon-AG2R La Mondiale | Francja                      | + 1h 19' 07"           |

| Klasyfikacja drużynowa | Klasyfikacja drużynowa     | Klasyfikacja drużynowa       | Klasyfikacja drużynowa |
| Drużyna                | Drużyna                    | Państwo                      | Czas                   |
| ---------------------- | -------------------------- | ---------------------------- | ---------------------- |
| 1.                     | Bora-Hansgrohe             | Niemcy                       | 77h 05' 45"            |
| 2.                     | Ineos Grenadiers           | Wielka Brytania              | + 7' 01"               |
| 3.                     | Israel-Premier Tech        | Izrael                       | + 19' 04"              |
| 4.                     | Movistar Team              | Hiszpania                    | + 24' 40"              |
| 5.                     | Team dsm-firmenich PostNL  | Holandia                     | + 33' 48"              |
| 6.                     | UAE Team Emirates          | Zjednoczone Emiraty Arabskie | + 40' 46"              |
| 7.                     | Groupama-FDJ               | Francja                      | + 50' 00"              |
| 8.                     | Soudal Quick-Step          | Belgia                       | + 53' 59"              |
| 9.                     | Bahrain Victorious         | Bahrajn                      | + 1h 08' 28"           |
| 10.                    | Decathlon-AG2R La Mondiale | Francja                      | + 1h 19' 07"           |

### Liderzy klasyfikacji
| Etap   |                            | Pierwsze miejsce _   | Klasyfikacja generalna | Punktowa            | Górska            | Młodzieżowa      | Najaktywniejszych            | Drużynowa        |
| ------ | -------------------------- | -------------------- | ---------------------- | ------------------- | ----------------- | ---------------- | ---------------------------- | ---------------- |
| 1      | pagórkowaty                | Mads Pedersen        | Mads Pedersen          | Mads Pedersen       | Mark Donovan      | Hugo Page        | Mark Donovan                 | Arkéa-B&B Hotels |
| 2      | górski                     | Magnus Cort Nielsen  | Magnus Cort Nielsen    | Magnus Cort Nielsen | Mathis Le Berre   | Matteo Jorgenson | Bruno Armirail               | Movistar Team    |
| 3      | górzysty                   | Derek Gee            | Derek Gee              | Giulio Ciccone      | Mathis Le Berre   | Romain Grégoire  | Nicolas Prodhomme            | Movistar Team    |
| 4      | jazda indywidualna na czas | Remco Evenepoel      | Remco Evenepoel        | Primož Roglič       | Mathis Le Berre   | Remco Evenepoel  | brak danych                  | Bora-Hansgrohe   |
| 5      | pagórkowaty                | etap zneutralizowany | Remco Evenepoel        | Primož Roglič       | Mathis Le Berre   | Remco Evenepoel  | Mathis Le Berre Tobias Bayer | Bora-Hansgrohe   |
| 6      | górski                     | Primož Roglič        | Primož Roglič          | Primož Roglič       | Mathis Le Berre   | Remco Evenepoel  | Romain Grégoire              | Bora-Hansgrohe   |
| 7      | górski                     | Primož Roglič        | Primož Roglič          | Primož Roglič       | Primož Roglič     | Matteo Jorgenson | Marc Soler                   | Bora-Hansgrohe   |
| 8      | górski                     | Carlos Rodríguez     | Primož Roglič          | Primož Roglič       | Lorenzo Fortunato | Matteo Jorgenson | Guillaume Martin             | Bora-Hansgrohe   |
| Koniec | Koniec                     |                      | Primož Roglič          | Primož Roglič       | Lorenzo Fortunato | Matteo Jorgenson | brak danych                  | Bora-Hansgrohe   |